# Hippocampus ingens
Hippocampus ingens är en fiskart som beskrevs av Girard 1858. Hippocampus ingens ingår i släktet Hippocampus och familjen kantnålsfiskar. IUCN kategoriserar arten globalt som sårbar. Inga underarter finns listade i Catalogue of Life.